# Премьер-министр Нагорно-Карабахской Республики
Премьер-министры непризнанной Нагорно-Карабахской Республики.
В 2017 году должность премьер-министра была упразднена, ее заменила должность государственного министра.
| Портрет | Имя               | Начало полномочий | Окончание полномочий |
| ------- | ----------------- | ----------------- | -------------------- |
|         | Олег Есаян        | 8 января 1992     | 15 августа 1992      |
|         | Роберт Кочарян    | 15 августа 1992   | 24 декабря 1994      |
|         | Леонард Петросян  | 24 декабря 1994   | 15 июня 1998         |
|         | Жирайр Погосян    | 15 июня 1998      | 30 июня 1999         |
|         | Анушаван Даниелян | 30 июня 1999      | 14 сентября 2007     |
|         | Араик Арутюнян    | 14 сентября 2007  | 25 сентября 2017     |

## См также
- Правительство Нагорно-Карабахской Республики